# Dzmitryj Piniewicz
Dzmitryj Leanidawicz Piniewicz (biał. Дзмітрый Леанідавіч Піневіч, ros. Дмитрий Леонидович Пиневич, Dmitrij Leonidowicz Piniewicz; ur. 19 października 1967 w Ilii w rejonie wilejskim) – białoruski lekarz, polityk i dyplomata, w latach 2020–2024 minister ochrony zdrowia Białorusi, od 2025 roku ambasador Białorusi w Azerbejdżanie.

## Życiorys
Urodził się 17 października 1967 roku we wsi Ilia, w rejonie wilejskim obwodu mińskiego Białoruskiej SRR, ZSRR. W 1990 roku ukończył Wojskową Akademię Medyczną im. S.M. Kirowa ze specjalnością „opieka medyczna” i kwalifikacją lekarza. W 2001 roku ukończył Białoruską Medyczną Akademię Kształcenia Podyplomowego ze specjalnością „zdrowie publiczne i opieka zdrowotna” i kwalifikacją „organizator opieki zdrowotnej”. W 2005 ukończył Akademię Zarządzania przy Prezydencie Republiki Białorusi ze specjalnością „administracja biznesem” i kwalifikacją „menedżer-ekonomista”.
W latach 1990–1992 służył jako lekarz służby medycznej w 642. Gwardyjskim Bratysławskim Czerwonego Sztandaru Pułku Lotnictwa Myśliwskiego w mieście Wozniesieńsk w obwodzie mikołajowskim Ukrainy. W latach 1993–1994 był lekarzem-chirurgiem w 36. Miejskiej Poliklinice m. Mińska. W latach 1994–1999 pełnił funkcję zastępcy naczelnego lekarza Oddziału Medycznego Obrony Cywilnej 5. Miejskiego Szpitala Klinicznego w Mińsku. Od stycznia do czerwca 2002 roku pracował jako naczelnik Urzędu Kontroli Organów Ochrony Zdrowia, Opieki Społecznej, Sportu i Turystyki Komitetu Kontroli Państwowej Republiki Białorusi. W latach 2002–2011 był przewodniczącym Komitetu Ochrony Zdrowia Mińskiego Miejskiego Komitetu Wykonawczego.
W latach 2011–2020 był pierwszym zastępcą ministra, a potem, do 2024 roku – ministrem ochrony zdrowia Białorusi. W latach 2024–2025 pracował jako niezależny dyrektor w radzie nadzorczej spółki „Biekłmiedszkło”. 14 stycznia 2025 roku został ambasadorem Białorusi w Azerbejdżanie.

## Odznaczenia
- Order Honoru (2020);
- Medal „Za zasługi w pracy” (2009);
- Gramota Pochwalna Rady Ministrów Republiki Białorusi (2008, 2015);
- inne nagrody państwowe[1].

## Życie prywatne
Dzmitryj Piniewicz jest żonaty, ma dwie córki.